# Diacritiques de l'alphabet tibétain
Cette page contient des caractères spéciaux ou non latins. S’ils s’affichent mal (▯, ?, etc.), consultez la page d’aide Unicode.
Les diacritiques de l'alphabet tibétain constituent l'ensemble des signes diacritiques que l'on peut placer sur une lettre, pour indiquer notamment une modification de sa prononciation. 

## Origine et sens des diacritiques
L'écriture du tibétain moderne est le résultat de l'évolution de l'écriture devanagari, amenée par les moines indiens au Tibet. Cela est à l'origine des nombreuses similitudes entre ces graphies, et on retrouve presque à l'identique les diacritiques de la devanâgarî. Néanmoins, il existe de nombreux signes diacritiques propres au tibétain, utilisés notamment pour écrire la langue courante, ou en tant qu'abréviations.
En tibétain, presque tous les signes diacritiques représentent des voyelles : [i], [u], [e], [o], [ao]. Ces signes sont placés sur une consonne ou un groupe de consonnes. S'il n'y a pas de signe diacritique, la consonne est suivie d'un [a]. S'y ajoutent les lettres souscrites, si bien que certains mots tibétains sont de véritables « empilements » de lettres.
Dans l'écriture du sanskrit, le mot om̐ est particulier : il est noté ༀ. Ce signe diacritique, qui indique la nasalisation ne peut être placé sur aucune autre lettre.

## Signes diacritiques usuels
| Lettre        | ཀ                        | ཀཱ       | ཀི      | ཀཱི       | ཀུ      | ཀཱུ       | ཀེ      | ཀཻ       | ཀོ      | ཀཽ       | ཀྲྀ      | ཀཷ      | ཀླྀ      | ཀཹ      |
| Prononciation | ka                       | kaa     | ki     | kii     | ku     | kuu     | ke     | kee     | ko     | koo     | kr     | krr    | kl     | kll    |
| Diacritique   | [a] (pas de diacritique) | [a:] (ཱ) | [i] (ི) | [i:] (ཱི) | [u] (ུ) | [u:] (ཱུ) | [e] (ེ) | [e:] (ཻ) | [o] (ོ) | [o:] (ཽ) | [r] (ྲྀ) | [r] (ཷ) | [l] (ླྀ) | [l] (ཹ) |